# Grand chambellan de Bretagne

## Office
La dignité de grand chambellan de Bretagne était attachée à la possession de la terre de Châteaugiron. On voit dans la relation du Parlement général tenu à Vannes en 1451, que derrière le duc était le sire de Derval et de Châteaugiron, premier et grand chambellan héréditaire de Bretagne, par concession et grâce jadis faite à ses prédécesseurs, à cause de sa seigneurie de Châteaugiron ; lequel seigneur de Châteaugiron, par suite de son office, portait la queue du manteau du duc. Nous ignorons à quelle époque cette concession a été faite ; toutefois, ce n'est qu'à partir du commencement du XVe siècle, qu'il est fait mention dans les comptes des trésoriers de Bretagne, des dignités de grands chambellans, grands maîtres d'hôtel, etc. En France, le titre de chambellan de France fut seul employé jusqu'au commencement du XIVe siècle, époque à laquelle il fut remplacé par celui de grand chambellan.
Les ducs donnèrent quelquefois le titre de grand chambellan à d'autres seigneurs qu'à ceux de Châteaugiron, sans préjudicier sans doute à leurs droits.

## Liste des grands chambellans de Bretagne
| Dates | Titulaire             | Duc                 | Notes | Blason |
| ----- | --------------------- | ------------------- | --- | ------ |
| 1249  | Étienne Goyon         | Jean Ier le Roux    | D'or à deux fasces nouées de gueules, accompagnées de neuf merlettes de même en orle, 4. 2. 3 (Matignon) à la bordure d'azur |        |
| 1405  | Patry de Châteaugiron | Jean V le Sage      | De vair, à la bande de gueules chargée de trois coquilles d'argent                                                           |        |
| 1409  | Armel de Châteaugiron | Jean V le Sage      | De vair, à la bande de gueules chargée de trois coquilles d'argent                                                           |        |
| 1415  | Jean de Lambilly      | Jean V le Sage      | D'azur, à six quintefeuilles d'argent ordonnée 3, 2 et 1                                                                     |        |
| 1417  | Henri du Parc         | Jean V le Sage      | D'azur, au léopard d'or, au lambel de gueules                                                                                |        |
| 1437  | Simon d'Espinay       | Jean V le Sage      | D'argent, au lion coupé de gueules et de sinople, armé d'or                                                                  |        |
| 1451  | Jean de Châteaugiron  | Pierre II le Simple | De vair, à la bande de gueules chargée de trois coquilles d'argent                                                           |        |
| 1532  | Jean de Laval         | François III        | D'or, à la croix de gueules, cantonnées de seize alérions d'azur, la croix chargé de cinq coquilles d'argent                 |        |